# ليام غورملي
ليام غورملي (بالإنجليزية: Liam Gormley)‏ هو لاعب كرة قدم بريطاني في مركز الهجوم، ولد في 19 مارس 1993 في بلزهيل ‏ في المملكة المتحدة. لعب مع نادي سلتيك.